# クーフィー体

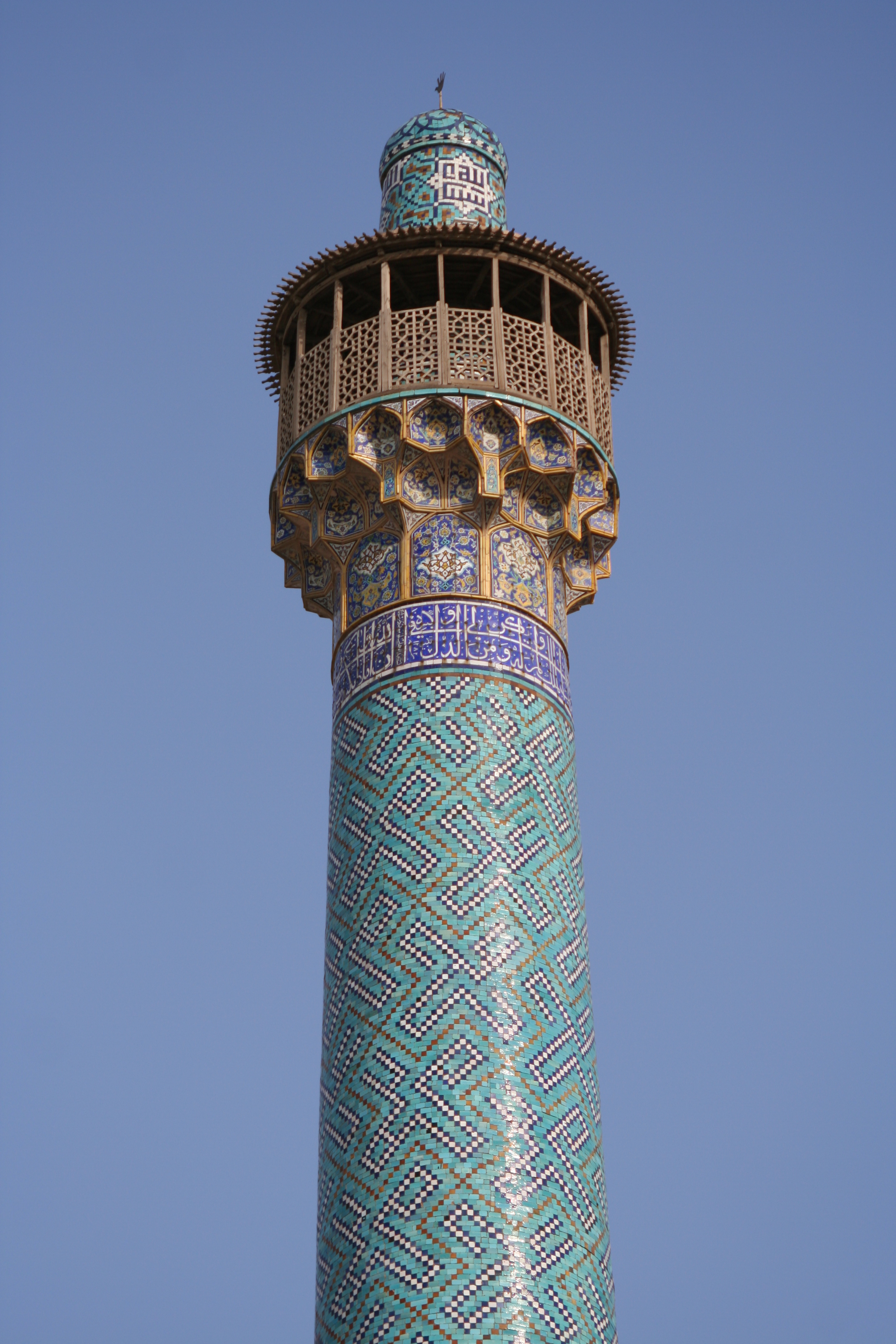
ミナレットに見られるバンナーイ。クーフィー体によるタイルパターンで構成されている。

9世紀にクーフィー体で書かれたバスマラの字。原典はカイロのイスラム美術館に収蔵されている（Inventar-Nr. 7853）。

クーフィー体（クーフィーたい、阿: خط كوفي、英: Kufic）は、アラビア文字の書体で、ナバテア文字より発展したアラビア文字の最古の書法である。その名称はイラクの都市クーファにちなみ、アッバース朝が当時クーファを首都としていたことからその名がついた。イスラム教が生まれた時点ですでにアラビア半島全域において用いられ、クルアーンの最初の写本はクーフィー体により記された。英語の「Kufic」の音からクフィック体と呼ばれることもある。

## 文字体系
クーフィー体は曲線的な筆致ではなく、角張った直線形の字体である点が特徴としてあげられる。また、クーフィー体ではبとت、ثのように後世で用いられる子音字の点を使用していなかった。この点は後に改良され、年月を経て幾つかの変更を加えながら現在もイスラム諸国で使用されており、地域ごとに微妙な違いがある。また、北アフリカ地域ではクーフィー体を改良し丸みを帯びたマグリブ書体が発展したため、アラビア半島で使用されているクーフィー体とは大きな違いがある。

## 使用例
クーフィー体は8世紀から10世紀にかけ、クルアーンの写本における一般的な書法として定着した。
クーフィー体はセルジューク朝や初期のオスマン帝国の貨幣や建造物で使用されていた。また、トルコにおいてはトルコ共和国成立以前に建築された国内の公共建築物にはクーフィー体による装飾体が使用されている。
現在のイラクの国旗の中央の文字はクーフィー体を用いてアッラーフ・アクバル（ألله أكبر）と記されている。

### 幾何学文様のクーフィー体
直線形や幾何学文様で構成されるクーフィー体は長方形の素材と相性がよく、タイルなどに広く用いられた。イランでは、ムハンマドやアリのようなイスラームにおいて聖なる名前とされる名前で埋め尽くしたタイルによって建築物全体を構成する手法があり、この手法はバンナーイとして知られている。

## 西洋への影響
擬クーフィー様式（クーフェスク、英: Kufesque）は中世のルネサンス期にクーフィー体を取り入れつつ、アラビア文字を使用しない様式としてヨーロッパで見られた様式である。ヨーロッパ建築においてアラビア文化を取り入れたものはしばしば擬クーフィー様式として言及される。クーフィー体に見られる直線形や角を強調した書法を取り入れており、この様式はイスラーム建築の装飾において一般的である。

## ギャラリー

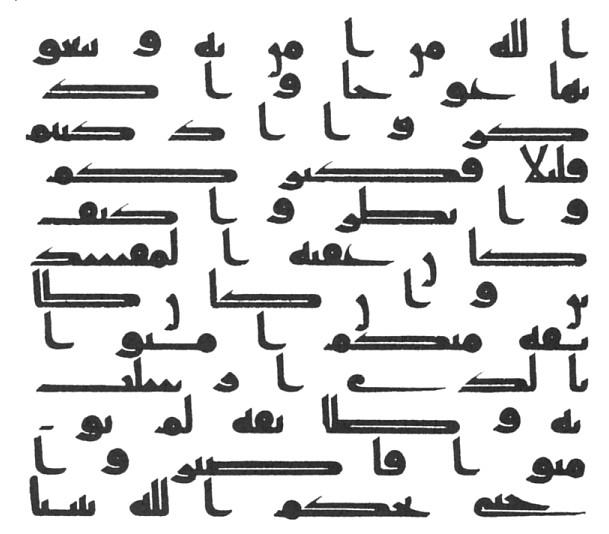
ウスマーン写本に見られるクーフィー体（スーラ7章：86-87）。
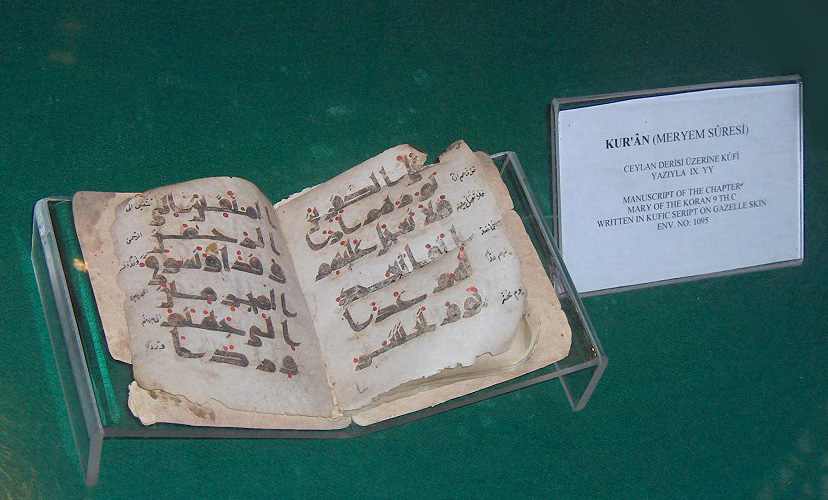
クルアーンに見られるクーフィー体で書かれたマルヤム（9世紀、スーラ19章：83-86）。
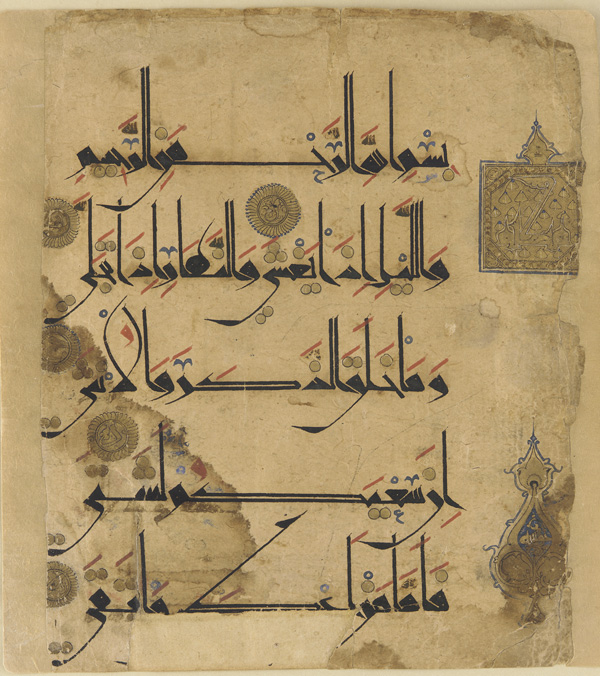
11世紀のイランで制作されたクルアーンの写本に見られるクーフィー体（スーラ91章：1-5）。
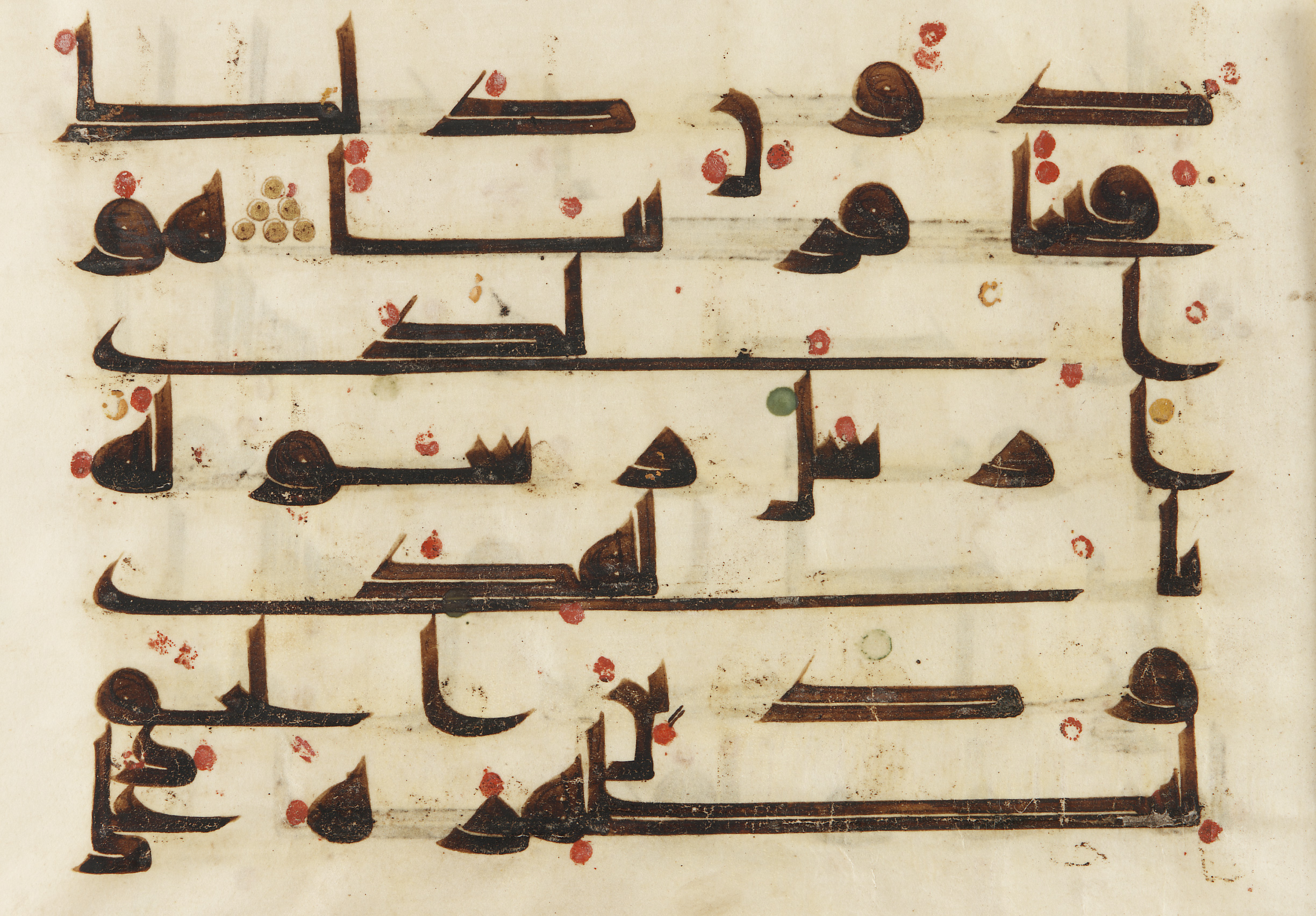
8〜9世紀のクルアーンの写本に見られるクーフィー体（スーラ48章：27-28）。
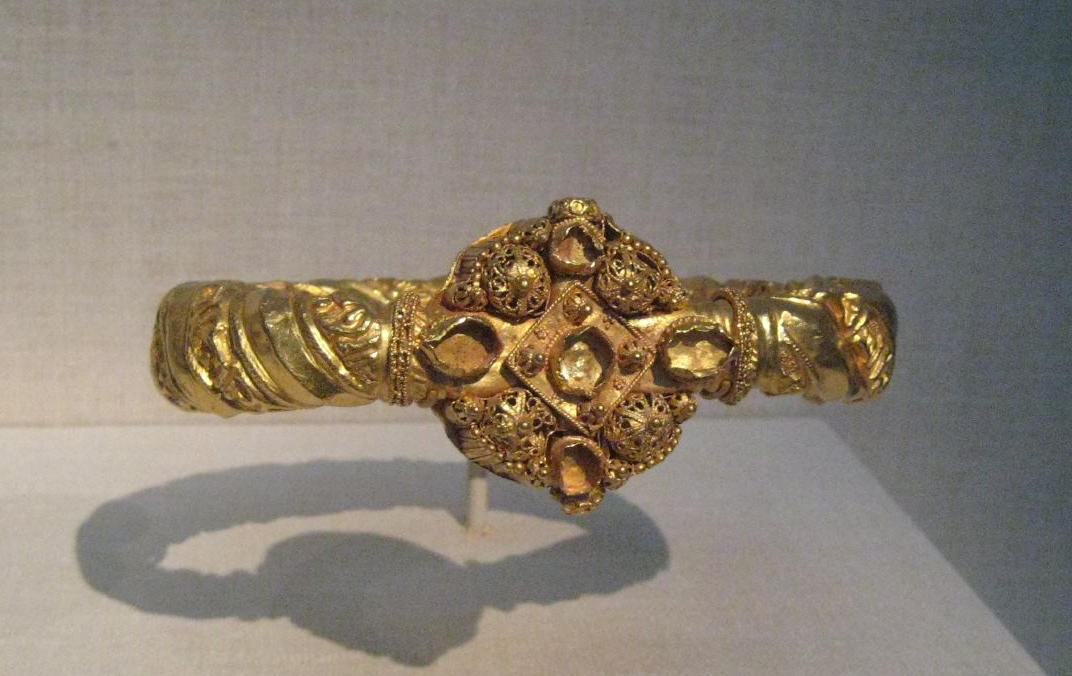
11世紀、ファーティマ朝の金のアミュレット。クーフィー体で「幸運を」と記されている（シリア）。
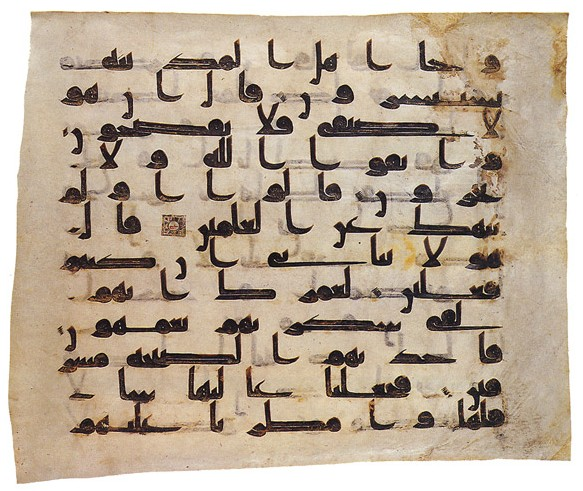
クーフィー体で書かれたクルアーンの写本（スーラ15章：67-74）。
パントグラフィアより、クーフィー体の文字一覧（1799）。
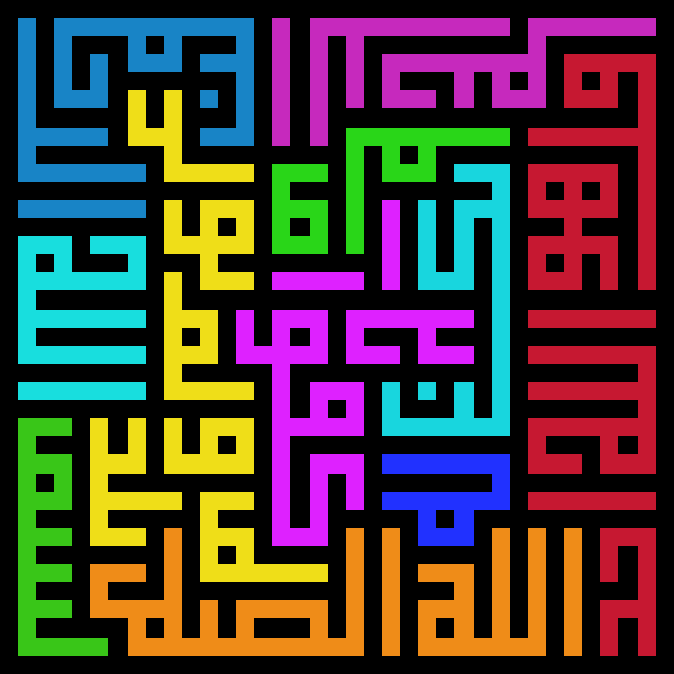
幾何学文様のクーフィー体で書かれたスーラ112章の純正。左下緑文字の部分より時計回りに読む。
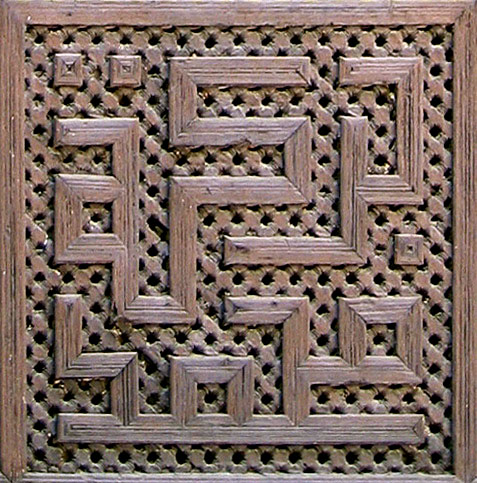
メクネスのブー・イナーニーヤ・マドラサに見られる幾何学模様のクーフィー体。
正方形の中に幾何学的文様として配置されたクーフィー体。イスラーム建築のタイルパターンに使用され、四隅からムハンマドの名前が記されている。
イラクの国旗。中央のアッラーフ・アクバルの文字がクーフィー体で書かれている。
イランの国旗。国旗の三色の境界にアッラーフ・アクバルとクーフィー体で書かれている。
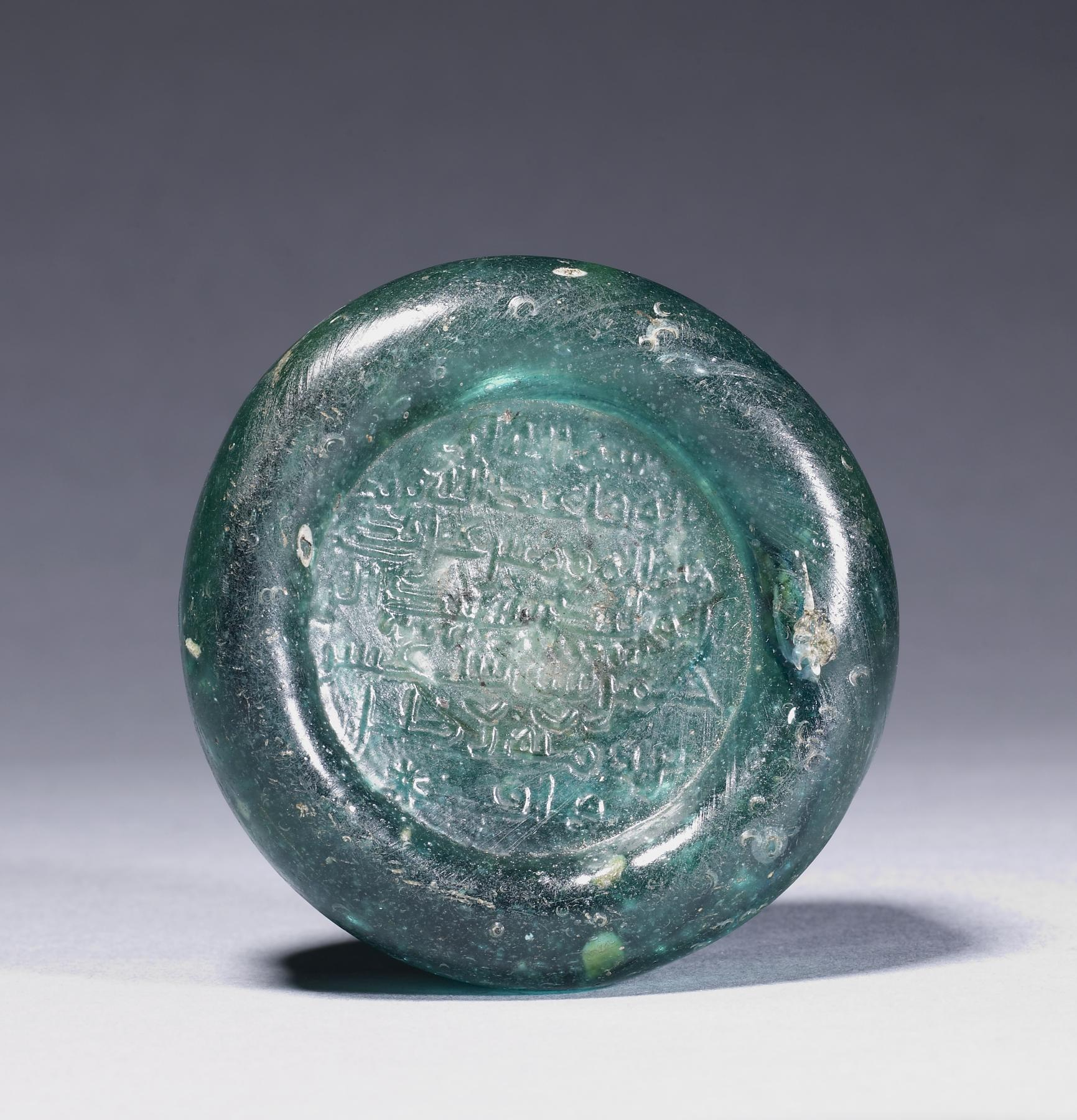
クーフィー体による署名（743）。ウォルターズ美術館収蔵。